# Serhou Guirassy
Serhou Guirassy (Arles, 1996. március 12. –) guineai válogatott labdarúgó, a Borussia Dortmund játékosa.

## Pályafutása

### Fiatalkora és ifjúsági pályafutása
Serhou Yadaly Guirassy 1996. március 12-én született Arles-ben, Franciaországban, guineai származású családban. Labdarúgó pályafutását a francia Montargis, az Amilly és a Stade Lavallois utánpótláscsapataiban kezdte, ahol gyorsan kitűnt tehetségével.

### Felnőtt pályafutása
Guirassy profi pályafutása során több európai klubban is megfordult. A Lille-ben 2015–2016-ban játszott, nem sok játéklehetőséget kapott. Ezt követően Németországba igazolt, ahol az 1. FC Köln csatárja lett, sérülések hátráltatták, de végül fontos gólokat szerzett a csapatnak. 2019-ben tért vissza Franciaországba és az Amiens-hez igazolt. Itt formába lendült, és emlékezetes teljesítményt nyújtott, például a Paris Saint-Germain elleni 4–4-es döntetlen során szerzett duplájával. 2020-ban szerződtette a Stade Rennais, ahol stabil kezdő volt, fontos szerepet játszott a csapat támadójátékában. 2023-ban igazolta le – először kölcsönben, majd véglegesen – a VfB Stuttgart, ahol első szezonjában 28 gólt szerzett egy Bundesliga szezonban, a bajnokság egyik legjobb csatára lett. Egy évvel később már a Borussia Dortmundban játszott, ahol tovább folytatta kiemelkedő teljesítményeit. Kifejezetten nagy szerepe volt az UEFA-bajnokok ligájában, ahol a szezonban 14 mérkőzésen tizenhárom gólja volt.
Válogatott karrier
Guirassy korábban a francia utánpótlás-válogatottakban szerepelt, majd 2022-ben a guineai nemzeti csapatot választotta. Azóta több mérkőzésen pályára lépett, és fontos szerepet tölt be a válogatott támadósorában.
Stílusa és erősségei

Guirassy egy klasszikus középcsatár, aki kiváló fejjátékával, helyezkedésével és befejezéseivel tűnik ki. Fizikai ereje és gólerőssége miatt az egyik legveszélyesebb támadó a Bundesliga mezőnyében.

## Statisztika
2018. április 10-i állapot szerint.
| Klub             | Szezon           | Bajnokság | Bajnokság | Kupa  | Kupa  | Ligakupa | Ligakupa | Nemzetközi | Nemzetközi | Összesen | Összesen |
| Klub             | Szezon           | Mérk.     | Gólok     | Mérk. | Gólok | Mérk.    | Gólok    | Mérk.      | Gólok      | Mérk.    | Gólok    |
| ---------------- | ---------------- | --------- | --------- | ----- | ----- | -------- | -------- | ---------- | ---------- | -------- | -------- |
| Laval            | 2012–13          | 0         | 0         | 0     | 0     | 0        | 0        | 0          | 0          | 0        | 0        |
| Laval            | 2013–14          | 4         | 0         | 0     | 0     | 0        | 0        | 0          | 0          | 4        | 0        |
| Laval            | 2014–15          | 29        | 6         | 0     | 0     | 0        | 0        | 0          | 0          | 29       | 6        |
| Laval B          | 2013–14          | 10        | 6         | 0     | 0     | 0        | 0        | 0          | 0          | 10       | 6        |
| Laval B          | 2014–15          | 6         | 8         | 0     | 0     | 0        | 0        | 0          | 0          | 6        | 8        |
| Lille            | 2015–16          | 8         | 0         | 1     | 1     | 0        | 0        | 0          | 0          | 9        | 1        |
| Lille B          | 2015–16          | 2         | 3         | 0     | 0     | 0        | 0        | 0          | 0          | 2        | 3        |
| Auxerre          | 2015–16          | 16        | 8         | 0     | 0     | 0        | 0        | 0          | 0          | 16       | 8        |
| Köln II          | 2016–17          | 4         | 2         | 0     | 0     | 0        | 0        | 0          | 0          | 4        | 2        |
| Köln II          | 2017–18          | 1         | 0         | 0     | 0     | 0        | 0        | 0          | 0          | 1        | 0        |
| Köln             | 2016–17          | 6         | 0         | 0     | 0     | 0        | 0        | 0          | 0          | 6        | 0        |
| Köln             | 2017–18          | 15        | 4         | 2     | 1     | 0        | 0        | 5          | 2          | 2        | 3        |
| Karrier összesen | Karrier összesen | 101       | 37        | 3     | 2     | 0        | 0        | 5          | 2          | 109      | 41       |